# コンゴウフグ
コンゴウフグ（金剛河豚、学名：Lactoria cornuta）は、ハコフグ科に分類される海水魚の一種。インド太平洋に分布し、全長は最大50cmに達する。頭部にある長い角のような棘が特徴である。

## 分類と名称
1758年にカール・フォン・リンネによって『自然の体系』第10版の中で Ostracion cornutus として記載され、タイプ産地はインドであった。1902年にデイビッド・スター・ジョーダンとヘンリー・ウィード・ファウラーはハコフグ属に Lactoria 亜属を提案し、O. cornutus をその基準種とした。
属名は「乳牛」を意味し、目の上の棘が牛の角に似ていることに由来する。同様の理由から、本種やその近縁種の英名も「Cowfish (牛の魚)」となっている。種小名は「角のある」を意味し、目の前にある大きな棘を示している。

## 分布と生息地
紅海、東アフリカからインドネシアを経て東はトゥアモトゥ諸島とマルキーズ諸島、北は南日本と韓国南部、南はオーストラリアとロード・ハウ島まで、インド太平洋の熱帯および亜熱帯海域に広く分布する。日本では紀伊半島以南の太平洋岸で見られる。近年はインドでも発見されており、サイクロンや台風によって運ばれてきたものと推測される。
ラグーン内のサンゴ礁、礁原、河口、湾、堡礁の海側に生息する。また砂地や藻場でも見られる。幼魚はミドリイシ属の付近で生活する。生息水深は1-45mで、100mに達することもある。

## 形態

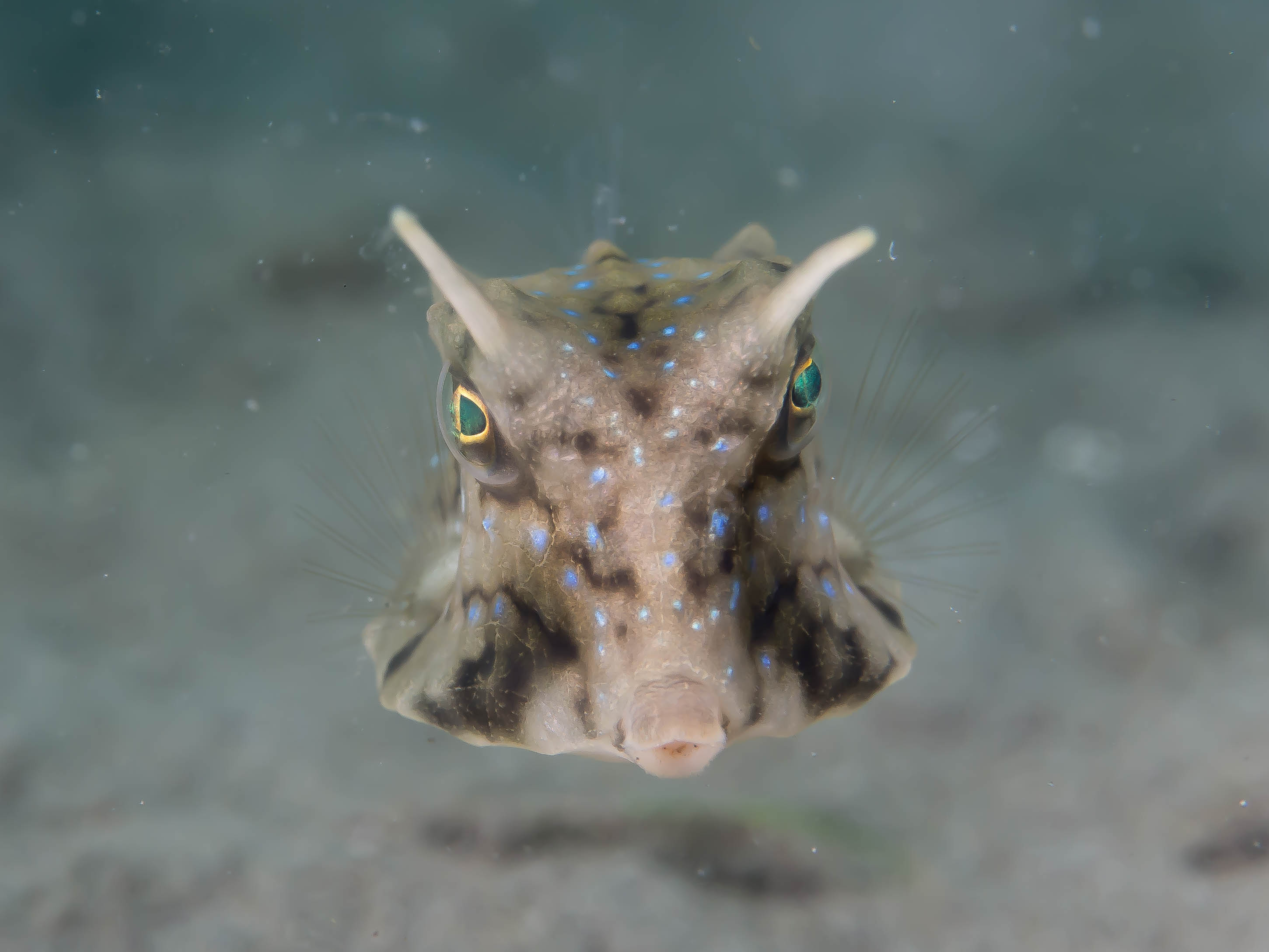
正面から見た様子

全長は30-50cm。眼の上と腹の両側に1対の棘が伸びており、それぞれ眼前棘、腰骨棘と呼ばれる。この棘は成長すると長くなるが、老成すると逆に短くなる。また、この棘が古代インドの武具をたとえた法具である「金剛杵」に似ているため、和名がついた。性的二形は知られておらず、雄雌ともに体色は黄色からオリーブ色で、白または青みがかった斑点が散らばる。雄は体長65-155mm、平均103mmに成長するのに対し、雌は83-250 mm、平均121mmに成長する。体重は雌で17-156g、平均33gであるのに対し、雄は12-116g、平均26gである。鰓蓋が無く、代わりに鰓穴は小さな切れ目となっている。鱗は六角形の皿のようで、箱のような堅固な甲羅を形成し、鰭と尾が突き出ている。棘のすぐ後ろには大きな目がある。ホバリングのように泳ぎ、腹鰭は持たない。尾鰭は体と同じ長さになることもあり、動きは鰭に頼っている。泳ぎが非常に遅いため、簡単に手で捕まえることができ、捕まえるとうなり声のような音を立てる。鰾につながる筋肉を使って、ハミング音とクリック音、2種の音を出すこともできる。

## 生態
単独で行動することが多く、縄張り意識が強い。雑食性であり、藻類、微生物、有孔虫、海綿動物、砂地の多毛類、軟体動物、小型甲殻類、小魚などを捕食し、海底に水を噴出して砂を巻き上げ、出てきた無脊椎動物を捕食する行動も知られる。サンゴ礁を破壊する無脊椎動物を捕食することで、サンゴ礁の成長と形成に重要な役割を果たしている。日没直前か直後につがいで繁殖する。卵と仔魚はプランクトンであり、海流に乗って広範囲に分散する。雌は一般に雄よりも大きい。極度のストレスを受けると、皮膚からパフトキシンという致命的な毒素を含む粘液を分泌することがある。これは既知の魚毒の中では明らかに特異で、本種に対しても有毒であり、一般的な性質はナマコの毒に似ている。
本種の持つ棘は、捕食者に食べられにくくする目的がある可能性もある。また、捕食者に突進することで捕食者を追い払うためにも使われる。棘は損傷しても数ヶ月以内に再生する。角はほとんどが中空で、ミネラル化したコラーゲンの繊維から成る。硬い外骨格と毒は、捕食者に対する強力な防御である。ベラやスズメダイは卵を捕食する。親はこれら卵の捕食者を追い払うことができるが、捕食者から自身と卵を隠すために海底付近で産卵する。
3-4匹の雌から成るハーレムを形成する。雌は日没直後、または雲が多い日中に産卵する。産卵期は2月から10月上旬まで続く。卵は楕円形で、孵化した仔魚は既に箱型の甲羅を持つ。

## 人との関わり
パンバン島では、土地が分断されたときに島の牛がこの魚に変身し、海藻を食べたという伝承がある。毒があるため食用にはされず、観賞魚として取引される。